# Apogonia nana
Apogonia nana är en skalbaggsart som beskrevs av Walker 1859. Apogonia nana ingår i släktet Apogonia och familjen Melolonthidae. Inga underarter finns listade i Catalogue of Life.